# So Bad
So Bad è una canzone di Paul McCartney dell'album Pipes of Peace (1983), e pubblicata nello stesso anno come singolo (b-side: Pipes of Peace). L'SP, pubblicato dalla Columbia o dalla Parlophone a seconda dei paesi, nei soli States, Canada (entrambe le nazioni Columbia 38-04296) ed Irlanda (R 6064), è arrivato alla 23ª posizione di Billboard Hot 100 ed alla 4ª dell'Adult contemporary music, ambedue charts statunitensi. Mai eseguito dal vivo, So Bad in seguito apparve anche sulla colonna sonora Give My Regards to Broad Street (1984) e sul box-set The McCartney Years (2007). A differenza di buona parte dell'LP Pipes of Peace, il brano venne inciso in un periodo successivo alle sessions per il precedente Tug of War. Una cover del pezzo, alla quale partecipa Macca in persona come cantante, è stata registrata da Lindsay Pagano negli A&M Studios di Los Angeles, e gli venne offerta con il primo verso del brano Hey Jude; la sua incisione è apparsa sull'album Love & Faith & Inspiration (2001). Nel Regno Unito, il 45 giri venne pubblicato con i lati invertiti.